# Apurímactaggstjärt
Apurímactaggstjärt (Synallaxis courseni) är en fågel i familjen ugnfåglar inom ordningen tättingar.

## Utseende och läte
Apurímactaggstjärten är en slank, 18,5 cm lång taggstjärt i grått och rostrött. På huvudet syns mörkgrått på pannan, mörkt rostrött på hjässan och grått i ansiktet. Undersidan är också grå, ljusare på bukens mitt och mörkare samt med vita små fläckar på strupen. Ovansidan är gråbrun, gråare på övergumpen, med huvudsakligen roströda vingar. Den långa stjärten är sotbrun. Lätet är ett nasalt "keet-weet".

## Utbredning och status
Fågeln förekommer i Anderna i södra Peru (Bosque de Ampay, Apurimac). IUCN kategoriserar arten som nära hotad.

## Namn
Fågelns vetenskapliga artnamn hedrar Charles Blair Coursen, amerikansk affärsman, finansiär och fältornitolog.